# صموئيل تيلدن نورتن
صموئيل تيلدن نورتن (بالإنجليزية: Samuel Tilden Norton)‏ هو مهندس معماري أمريكي، ولد في 12 يناير 1877 في لوس أنجلوس في الولايات المتحدة، وتوفي بنفس المكان في 16 فبراير 1959.